# Gliese 667 Cb
Gliese 667 Cb és un planeta extrasolar que orbita l'estel de tipus M de la seqüència principal Gliese 667 C, localitzat aproximadament a 23 anys llum a la constel·lació de l'Escorpió. Aquest planeta té una massa 5,7 vegades la de la Terra (classificant-se com una superterra) i triga una setmana a completar el seu període orbital, sent el seu semieix major d'aproximadament 0,05 ua. No obstant això, a diferència de la majoria dels exoplanetes coneguts, la seva excentricitat no es coneix, però és habitual que es desconega la seva inclinació. Aquest planeta va ser detectat per HARPS el 19 d'octubre de 2009, juntament amb 29 altres exoplanetes.
El planeta està fora de la zona d'habitabilitat del seu estel, sent extremadament calent amb una temperatura de 155 °C, assumint una atmosfera com la de la Terra. És probable que el planeta bloquejat gravitacionalment, així, un costat del planeta s'hi troba a la llum del dia permanent i l'altre costat a la foscor permanent.